# The A List (série de televisão)
The A List é uma série de televisão britânica suspense criada por  Dan Berlinka e Nina Metivier e foi lançada na BBC iPlayer em 25 de outubro de 2018. A personagem principal é Mia (Lisa Ambalavanar), que chega a um acampamento de verão em uma ilha que acaba por guardar segredos sombrios. Em setembro de 2019, a série foi lançada internacionalmente na Netflix. Após o cancelamento da série pela BBC, a Netflix decidiu produzir por conta própria a segunda temporada, que foi lançada no dia 25 de junho de 2021.

## Elenco
| Lisa Ambalavanar | Mia                      | Principal    | Principal    |
| Ellie Duckles    | Amber                    | Principal    | Principal    |
| Rosie Dwyer      | Alex                     | Principal    | Principal    |
| Benjamin Nugent  | Harry                    | Principal    | Principal    |
| Jacob Dudman     | Dev                      | Principal    | Principal    |
| Barnaby Tobias   | Dev                      | Principal    | Principal    |
| Georgina Sadler  | Petal                    | Principal    | Principal    |
| Max Lohan        | Luka                     | Principal    | Principal    |
| Recorrente       |                          |              |              |
| Eleanor Bennett  | Jenna                    | Recorrente   | Recorrente   |
| Nneka Okoye      | Mags                     | Recorrente   | Recorrente   |
| Cian Barry       | Dave                     | Recorrente   | Recorrente   |
| Jack Kane        | Zac                      | Recorrente   | Recorrente   |
| Micheal Ward     | Brendan                  | Recorrente   | Recorrente   |
| Indianna Ryan    | Marguerite "Midge" Rayne | Recorrente   | Recorrente   |
| Chetna Pandya    | Liana Blackwood          | Participação | Participação |
| Greg Wood        | Ray Blackwood            | Participação |              |

## Episódios
| N.º na série | N.º na temp. | Título                                                      | Dirigido por    | Escrito por                  | Exibição original     |
| --- | ------------ | ----------------------------------------------------------- | --------------- | ---------------------------- | --------------------- |
| 1 | 1            | "Here She Is at Last" "(Finalmente, Ela Chegou)" (BR)       | Patrick Harkins | Dan Berlinka e Nina Metivier | 25 de outubro de 2018 |
| Começam oficialmente as festas do acampamento. Mia e Amber brigam por poder, e um evento a tarde tem uma reviravolta chocante.                                        |              |                                                             |                 |                              |                       |
| 2 | 2            | "Take Back Control" "(Reassumir o Controle)" (BR)           | Patrick Harkins | Dan Berlinka e Nina Metivier | 25 de outubro de 2018 |
| Em um novo dia na Ilha Peregrino, Mia dá seus próximos passos. À tarde, Alex e Harry fazem uma descoberta assustadora                                                 |              |                                                             |                 |                              |                       |
| 3 | 3            | "To Become a Queen" "(Tornar-se uma Rainha)" (BR)           | Patrick Harkins | Kate Davidson                | 25 de outubro de 2018 |
| O acampamento está a mil para uma festa do solstício. Alex tenta engatar uma amizade improvável. Mia faz uma parceira, para desespero de Amber.                       |              |                                                             |                 |                              |                       |
| 4 | 4            | "Capture the King" "(Capturar o Rei)" (BR)                  | Patrick Harkins | Nina Metivier                | 25 de outubro de 2018 |
| Dev e Mia dão uma escapada durante as comemorações do solstício. No acampamento, a festa sai do controle.                                                             |              |                                                             |                 |                              |                       |
| 5 | 5            | "In for the Kill" "(O Golpe Final)" (BR)                    | Patrick Harkins | Dan Berlinka                 | 25 de outubro de 2018 |
| Mia tenta fazer um acordo com um visitante misterioso. Alex e Petal descobrem um segredo na floresta.                                                                 |              |                                                             |                 |                              |                       |
| 6 | 6            | "Far from Home" "(Longe de Casa)" (BR)                      | Patrick Harkins | Dan Berlinka e Nina Metivier | 25 de outubro de 2018 |
| A liderança de Amber ganha força. Mia chega ao limite, e a história sombria da Ilha Peregrino vem à tona.                                                             |              |                                                             |                 |                              |                       |
| 7 | 7            | "Nothing Can Survive Alone" "(Nada Sobrevive Sozinho)" (BR) | Jim Shields     | Dan Berlinka                 | 25 de outubro de 2018 |
| A fronteira entre a realidade e a alucinação se torna tênue para Mia. Amber improvisa uma festa.                                                                      |              |                                                             |                 |                              |                       |
| 8 | 8            | "All That's Left of Us" "(São só o que Restam de Nós)" (BR) | Jim Shields     | Kate Davidson                | 25 de outubro de 2018 |
| Mia, Alex e Harry tentam descobrir o que há por trás da coincidência mais misteriosa na ilha. Dev revisita o passado - ou, pelo menos, o que sobrou dele.             |              |                                                             |                 |                              |                       |
| 9 | 9            | "Who You Used to Be" "(Quem Você já Foi um Dia)" (BR)       | Jim Shields     | Nina Metivier                | 25 de outubro de 2018 |
| Kayleigh libera um novo plano após revelações emocionantes. Uma visita perturbadora dá novos rumos à luta pela sobrevivência.                                         |              |                                                             |                 |                              |                       |
| 10 | 10           | "Poison" "(Veneno)" (BR)                                    | Jim Shields     | Kate Davidson                | 25 de outubro de 2018 |
| Mia se reencontra com Luka e faz uma descoberta surpreendente. Petal e Alex se reaproximam.                                                                           |              |                                                             |                 |                              |                       |
| 11 | 11           | "What You Left Behind" "(O que se Perdeu)" (BR)             | Jim Shields     | Nina Metivier                | 25 de outubro de 2018 |
| A tensão chega ao auge no acampamento quando Mia, Alex e outros embarcam numa missão crítica. Mags faz uma escolha crucial, e os poderes de Amber são postos à prova. |              |                                                             |                 |                              |                       |
| 12 | 12           | "Run, Mia, Run" "(Corra Mia, Corra)" (BR)                   | Dan Berlinka    | Dan Berlinka                 | 25 de outubro de 2018 |
| A ilha é o palco de uma estranha caçada. Petal ganha um novo papel na equipe. Mags abre o jogo sobre seu passado.                                                     |              |                                                             |                 |                              |                       |
| 13 | 13           | "The Last Dove" "(O Último Pombo)" (BR)                     | Dan Berlinka    | Dan Berlinka e Nina Metivier | 25 de outubro de 2018 |
| Com o tempo se esgotando Mia se prepara para o sacrifício final. Mas será que conseguirá deter Amber e seus seguidores?                                               |              |                                                             |                 |                              |                       |